# مجمع الإطلاق الفضائي 6 في قاعدة فاندنبرغ الجوية
يعد مجمع الإطلاق الفضائي 6 (إس إل سي-6 تلفظ «سليك 6») الموجود في قاعدة فاندنبرغ الجوية في كاليفورنيا منصة إطلاق ومنطقة دعم. طوِّر هذا الموقع في الأساس من أجل الصاروخ تيتان 3 والمختبر المداري المأهول. والذي أُلغي قبل اكتمال بناء إس إل سي-6. أُعيد بناء المجمع لاحقًا ليكون موقع إطلاق الساحل الغربي للمكوك الفضائي. لكنه لم يُستخدم بسبب اعتبارات تتعلق بالميزانية والسلامة والسياسة. استُخدمت المنصة في وقت لاحق في عدة عمليات إطلاق لصاروخ أثينا قبل أن تُعدّل لكي تدعم عمليات إطلاق عائلة الصاروخ دلتا 4، التي بدأت تستخدم هذه المنصة اعتبارًا من العام 2006. 
تُطلق المركبات من فاندنبرغ باتجاه الجنوب مما يسمح بوضع الحمولات في مدارات ذات زاوية عالية الميل، مثل المدارات القطبية أو المدارات المتزامنة مع الشمس، والتي ما يسمح بتغطية عالمية كاملة على أساس منتظم. وغالبًا ما تستخدم الأقمار الاصطناعية في هذه المدارات لأغراض الطقس، ومراقبة الأرض، والاستطلاع. يصعب الوصول إلى هذه المدارات من قاعدة كيب كانافيرال، حيث يتوجب على عمليات الإطلاق أن تتم باتجاه الشرق بسبب مراكز تجمعات السكان الرئيسية في شمال وجنوب مركز كينيدي للفضاء. إن تجنب هذه التجمعات سيُحتاج إلى مناورات غير فعالة بشكل كبير وبالمقابل ستنخفض سعة الحمولة بشكل كبير.

## المكوك الفضائي
أُنفق ما يزيد عن 4 مليارات دولار على التعديلات الجديدة على المنصة من أجل مكوك الفضاء. خُفّض ارتفاع برج الخدمة الأساسي وأُضيف أنبوبي لهب جديدين من أجل المعززات الصاروخية العاملة بالوقود الصلب الخاصة بالمكوك الفضائي. وتضمنت التعديلات أو التحسينات الإضافية خزانات تخزين الأوكسجين السائل والهدروجين السائل، بالإضافة إلى غرفة إعداد الحمولة، وغرفة استبدال الحمولة، وأيضًا برج إطلاق جديد يشمل نظام هروب لأفراد طاقم المكوك، ونظام تخميد الصوت، ومنطقة معالجة المياه، وأُضيف مبنى تجميع المكوك إلى مجمع الإطلاق الأساسي. 
بالإضافة إلى ذلك، زيد طول مدرج الطيران الذي يبلغ طوله 5,500 قدم (1,700 متر) والتي يتجاوز خط طيران القاعدة الشمالية إلى حوالي ثلاثة أميال (15,000 قدم أو 4,572 متر) لاستيعاب عمليات الهبوط عند عودة المهمة. يتم إنجاز الصيانة أثناء الانعطاف وتجديد المركبة المدارية في مرفق معالجة وصيانة المركبة المدارية المجاور. 
أُعلن عن بدء عمليات إس إل سي-6 خلال مراسم التسليم التي أُقيمت في 15 أكتوبر من عام 1985. لكنه كان ما زال بحاجة لعمل واختبار إضافي. استُعمل النموذج الأولي للمركبة المدارية إنتربرايس ليوضع برفقة الخزان الخارجي والمعززات الصاروخية العاملة بالوقود الصلب من أجل تكوين المركبة الفضائية مع حمولة تجريبية، واستخدام في سلسلة من اختبارات الملائمة كتلك التي تُجرى في مجمع الإطلاق 39. 
خُطط لإطلاق الرحلة الافتتاحية إس تي إس-62-إيه في مدار قطبي باستخدام المكوك ديسكوفري بقيادة رائد الفضاء المخضرم روبرت كريبن في 15 أكتوبر عام 1986. لكن كارثة المكوك تشالنجر في 28 يناير من عام 1986 أوقفت أسطول المكوك الفضائي في حين استمرت الجهود المبذولة في إنعاش برنامج مكوك الفضاء وإعادته للقيام بالرحلات بعد توقف دام عامين.
أعلن وزير القوات الجوية إدوارد سي ألدريدج جونيور في 31 يوليو عام 1986 وضع برنامج مكوك الفضاء في فاندنبرغ ‹‹في حالة صيانة عملياتية›› بعد ستة أشهر من حادثة مكوك الفضاء تشالنجر. وبعد عدة أشهر، وُضع مجمع الإطلاق الفضائي 6 في «حالة صيانة بالحد الأدنى» في 20 فبراير عام 1987. 
وفي النهاية في 13 مايو من عام 1988، أمر الوزير ألدريدج القوات الجوية بنقل أصول المكوك الفضائي من فاندنبرغ إلى منظمات أخرى (وتحديدًا مركز كينيدي للفضاء) بحلول نهاية السنة المالية في 30 سبتمبر من عام 1989. أُكمل العمل خلال عشرة أيام في بداية يوم 20 سبتمبر عام 1989، ووضع مجمع الإطلاق الفضائي 6 في حالة إيقاف. 
والعوامل التي تسببت في هذا هي: 
- كارثة تشالنجر التي وضّحت أنّ الاعتماد على المكوك وحده كان تصرفًا غير حكيم
- توليد مجمع الإطلاق الفضائي 6 مياه فضلات ملوثة أكثر مما كان متوقعًا في الأساس، مما يستلزم إنشاء محطة معالجة مرتفعة التكاليف.
- أظهرت دراسات إضافية الحاجة إلى المزيد من الماء من أجل التخميد الصوتي، مما يستلزم مرافق متطورة للإمداد بالمياه.
- كان تكون الجليد على المركبات أكثر إشكاليةً مما كان في فلوريدا، ولم تكن قدرة مرافق مجمع الإطلاق الفضائي 6 للتعامل مع هذا الأمر واضحة.
- لم تكن حماية المباني المشغولة القريبة من الانفجار مُرضية، وكان سيستلزم المزيد من البناء لحمايتها.
- أثارت منطقة الإطلاق المحدودة في مجمع الإطلاق الفضائي 6 القلق بعد حادثة تشالنجر بشأن الهيدروجين الغازي المحصور الذي يمكن أن يسبب انفجارًا أو حريق.
- تجاوز تكاليف البناء الضخمة.
- وجدت الكشوفات المستقلة وجود مشاكل خطيرة في جودة البناء، والتي سيكون إصلاحها مكلفًا جدًا.
- أوقفت القوات الجوية برنامج مكوك الفضاء في فاندنبرغ رسميًا في 26 ديسمبر من عام 1989. وبلغت التكلفة المقدرة للبرنامج الملغى 4 مليارات دولار.

حصلت شركة لوكهيد للعمليات الفضائية بعد ستة أشهر في 6 يوليو من عام 1990 على عقد أنظمة أرضية من القوات الجوية لتعديل مجمع الإطلاق الفضائي 6 ليصبح مجمع إطلاق لصورايخ تيتان 4/سينتور. والذي هو بمثابة منشأة مطورة من برنامج المختبر المداري المأهول الأساسي الذي كان سيطلق مركبة تيتان3. كان من المقرر أن يبدأ العمل في الموقع في نهاية السنة المالية عام 1992، بحيث تتوفر القدرة للإطلاق الأولي في وقت ما خلال السنة المالية عام 1996. 
لكن في 22 مارس من عام 1991، عكست قيادة القوى الجوية الأمريكية قرارها السابق مرة أخرى عن طريق إعلان إلغاء برنامج تيتان4/سينتور المُقرر في مجمع الإطلاق الفضائي 6. تعود أسباب إلغاء المشروع إلى ‹‹عدم وجود متطلبات كافية لإطلاق تيتان 4 من الساحل الغربي لدعم إنشاء منصة إطلاق جديدة››. أُلغي العقد مع شركة لوكهيد للعمليات الفضائية بعد عدة أشهر. 

### إعادة التنشيط
عادت القوات الجوية الأمريكية منذ إلغاء برنامج مكوك الفضاء في مجمع الإطلاق الفضائي 6 إلى إطلاق الأقمار الاصطناعية في مدار قطبي باستخدام صاروخ تيتان 34دي وباستخدام صواريخ تيتان 4 في وقت لاحق.
مع ذلك لم ينته استخدام مجمع الإطلاق الفضائي 6 بعد. ففي بداية التسعينيات من القرن العشرين، بدأت شركة لوكهيد للصواريخ والفضاء دراسات حول إمكانية إنشاء عائلة جديدة من مركبات الإطلاق الصغيرة من أجل المستخدمين التجاريين وغيرهم. وافقت لوكهيد في النهاية على تطوير برنامج مركبة لوكهيد للإطلاق في يناير من عام 1993. وبعد دمج شركتي لوكهيد ومارتن ماريا، أُعيد تسمية مركبة إطلاق لوكهيد مارتن في النهاية بأثينا.
بدأت أعمال التعديل على منصة الإطلاق المكوكية في مجمع الإطلاق الفضائي 6 الحالي بعد إبرام القوات الجوية الأمريكية عقدًا آخرًا في عام 1994 لتصبح منصة إطلاق صغيرة تحت اسم «ميلكستول» وتوضعت فوق واحد من قنوات العادم المُعدة بالأساس لواحد من المعززات الصاروخية الكبيرة العاملة بالوقود الصلب. وكان الإطلاق التشغيلي الأول في مجمع الإطلاق الفضائي 6 في 15 أغسطس عام 1995، بمشاركة مركبة إطلاق لوكهيد مارتن الأولى (إل إم إل في-1). انتهت عملية إل إم إل في-1 لسوء الحظ في منتصف الرحلة بعد اكتشاف ذبذبات خارجة عن التحكم في الصاروخ. ونتج عن هذا فقدان المركبة والحمولة. وقد حُدد سبب الحادث في وقت لاحق أنه فشل في نظام التوجيه بالإضافة إلى ارتفاع درجة حرارة آلية توجيه المرحلة الأولى للمعزز. وكانت الحمولة على متن المركبة عبارة عن قمر اتصالات صغير ‹‹جيم ستار1›› مُصنع بواسطة شركة سي تي إيه المحدودة لصالح منظمة المتطوعين في المساعدة الفنية، وهي منظمة غير ربحية.